# نمبرو
نمبرو (به ایتالیایی: Nembro) یک کومونه در ایتالیا است که در استان برگامو واقع شده‌است.

## خصوصیات
نمبرو ۱۵٫۲ کیلومترمربع مساحت و ۱۱٬۲۳۷ نفر جمعیت دارد و ۳۰۹ متر بالاتر از سطح دریا واقع شده‌است.